# Фокшеашка (Васлуј)
Фокшеашка (рум. Focșeașca) насеље је у Румунији у округу Васлуј у општини Такута. Oпштина се налази на надморској висини од 214 m.

## Становништво
Према подацима из 2002. године у насељу је живело 800 становника, од којих су сви румунске националности.